# 卡馬納省

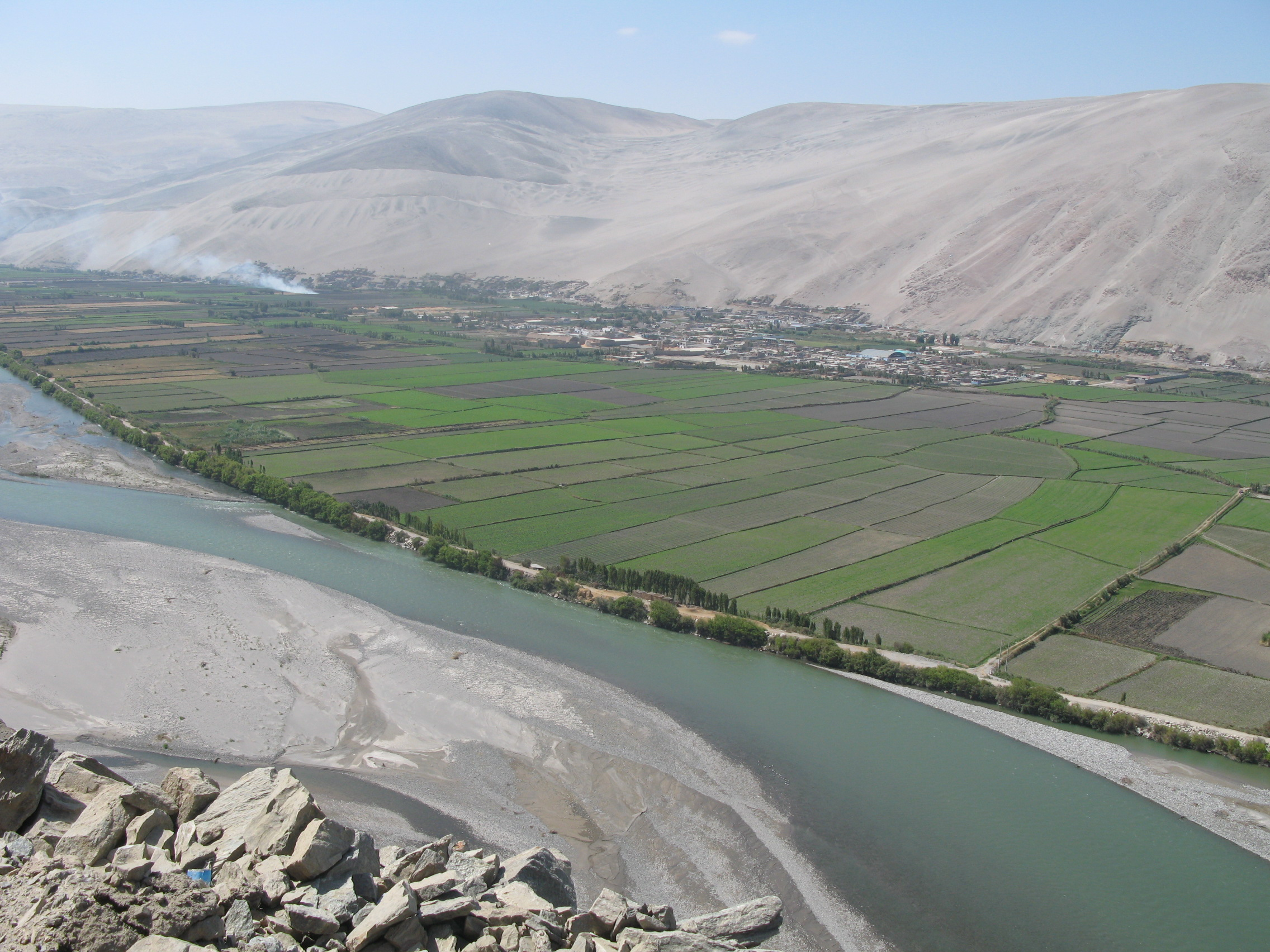

卡馬納省（西班牙語：Provincia de Camaná），是秘魯的省份，位於該國南部阿雷基帕大區，首府是卡馬納，始建於1839年11月9日，面積3,998平方公里，2002年人口50,998，人口密度每平方公里13人。
16°37′25″S 72°42′33″W / 16.623561°S 72.709183°W